# Haute couture
Haute couture er fransk og betyder direkte oversat 'høj syning'.
Begrebet dækker over den højere skrædderkunst og fremstillingen af unikke styles og tøj syet efter personlige mål og tilrettet kroppen.

## Historie
Haute couture begyndte i Frankrig i napoleonstiden i begyndelsen af 19. årh.
I 1858 begyndte englænderen Charles Frederick Worth i Paris at producere kollektioner ud fra egne ideer og forevise dem for potentielle kunder. Ideen blev en stor succes.
Herefter begyndte designere at præge moden, og Charles Frederick Worth betragtes i dag som faderen til moderne haute couture.

## Teknik
I haute couture er målet perfektion.
Synlige sømme er ikke ønskelige, og skrædderen søger at skjule sømmene.
Ved anvendelse af symaskine er det svært at skjule sømmene, og meget bliver derfor syet i hånden. Både udvendigt, men også indvendigt i foret: skjulte sømme og håndsyet finish i lynlåse, oplægninger mm. 

Først bliver der fremstillet en syprøve i lærred eller musselin, der draperer godt.
Prøven tilpasses til kunden, så det bliver nøjagtigt i det rigtige stof.
De fleste mennesker er usymmetriske, og det bliver der korrigeret for under syprøven.
Med den færdige syprøve som udgangspunkt fremstilles tøjet af det rigtige materiale. Da omkostninger til måltagning, tilpasninger og syning hurtigt bliver høje, spares der sjældent penge på materialerne. Haute couture bunder desuden i allerfineste kvalitet ned til mindste søm, så alle sømme skal skjules, hvorimod couture alene tillader få synlige sting og ikke kræver håndarbejdet.

## Haute couture-huse
Haute couture er beskyttet. For at producere 'Haute Couture' skal modehuset opfylde en række krav:
- Være medlem af Chambre Syndicale De La Couture
- Producere to kollektioner om året
- Fremvise 50 nye modeller i hver kollektion
- Have mindst 20 teknikere på fuld tid på atelier eller værksted
- Oplægninger skal have usynlige håndsting
- Perler håndsyes på med handsker
- Blonder stoses sammen i hånden

I 1946 var der 106 haute couture-huse.
I dag er der ti:
1. Coco Chanel (etableret 1915)
2. Pierre Balmain (etableret 1945)
3. Christian Dior (etableret 1946)
4. Hubert de Givenchy (etableret 1952)
5. Louis Féraud (etableret in 1955)
6. Yves Saint Laurent (etableret 1962-2002)
7. Jean-Louis Scherrer (etableret 1962)
8. Emanuel Ungaro (etableret 1965)
9. Jean Paul Gaultier (etableret 1976)
10. Christian Lacroix (etableret 1987)